# Markus Stockhausen
Pour les articles homonymes, voir Stockhausen.
Markus Stockhausen (né le 2 mai 1957 à Cologne) est un trompettiste, improvisateur et compositeur allemand.

## Biographie
Markus Stockhausen est le fils du compositeur Karlheinz Stockhausen et de sa première épouse Doris Andreae.
À 6 ans, il apprend la musique par l'étude du piano.
De 1974 à 1982, il étudie à la Hochschule für Musik und Tanz Köln où il commence le piano avec Klaus Oldemeyer, puis la trompette classique avec Robert Platt et la trompette jazz avec Manfred Schoof.
Sa diversité et son éclectisme lui font jouer aussi bien de la musique classique que du jazz ou de la musique contemporaine.
Il joue en concert les grandes œuvres pour trompette et orchestre (notamment de Haydn, L. Mozart et P. Hindemith).
Markus forme le quintette de jazz Key (1974-1979). Il se produit avec plusieurs groupes de jazz, dont le Rainer Brüninghaus Group (1980-1984), Kairos (1985-1991) et le Antoine Hervé Quintet.
Durant environ 25 ans, il collabore étroitement avec son père. Markus écrit la partie de trompette de Sirius, une œuvre de son père. Dans (par exemple) l'opéra en trois actes Donnerstag aus Licht (en) (« Jeudi de Lumière ») du cycle Licht composé par son père, il joue en compagnie de sa sœur Majella (piano) et de son demi-frère Simon (de) (saxophones sopranos), parmi d'autres.
Markus Stockhausen joue également de la trompette piccolo et parfois sur le bugle quart de ton de sa fabrication.
Il compose aussi pour le cinéma, enseigne et a sorti ou participé à plus d'une soixantaine de CD.

## Prix
- 2005 : Prix WDR Jazz (de) en improvisation.